# Дубай Інтернет-Сіті
Дубай Інтернет-Сіті (DIC) (араб. مدينة دبي للإنترنت англ. Dubai Internet City) - це інформаційний та бізнес-парк, створений урядом Дубая як вільна економічна зона та стратегічна база для компаній, орієнтованих на регіональні ринки, що розвиваються в Дубаї, Об'єднані Арабські Емірати.

## Опис
В даний час DIC має понад півтора мільйона квадратних футів головних комерційних офісних приміщень, у яких базується понад 1400 компаній із понад 10 000 працівників. [Потрібна цитата] У районі розташовано 25 малоповерхових, середніх та висотних офісних будівель.
Економічні правила DIC дозволяють компаніям користуватися низкою пільг, пов'язаних із власністю, оподаткуванням та митними пільгами, які гарантуються законом на період 50 років. переважаючи в інших визначених економічних зонах в Об'єднаних Арабських Еміратах. [Потрібна цитата] Ці свободи привели багато глобальних компаній інформаційних технологій, таких як Facebook, LinkedIn, Google, Dell, Intel, Huawei, Samsung, SAP, Microsoft, IBM, Oracle Corporation, Tata Consultancy, 3M, Sun Microsystems, Cisco, HP, Nokia, Cognizant, Accenture і MicroStrategy, а також компанії з ОАЕ, такі як Ducont, щоб перемістити свою регіональну базу в DIC. DIC розташований поруч із іншими промисловими кластерами, такими як Dubai Media City і Dubai Knowledge Park (раніше Dubai Knowledge Village).

## Історія

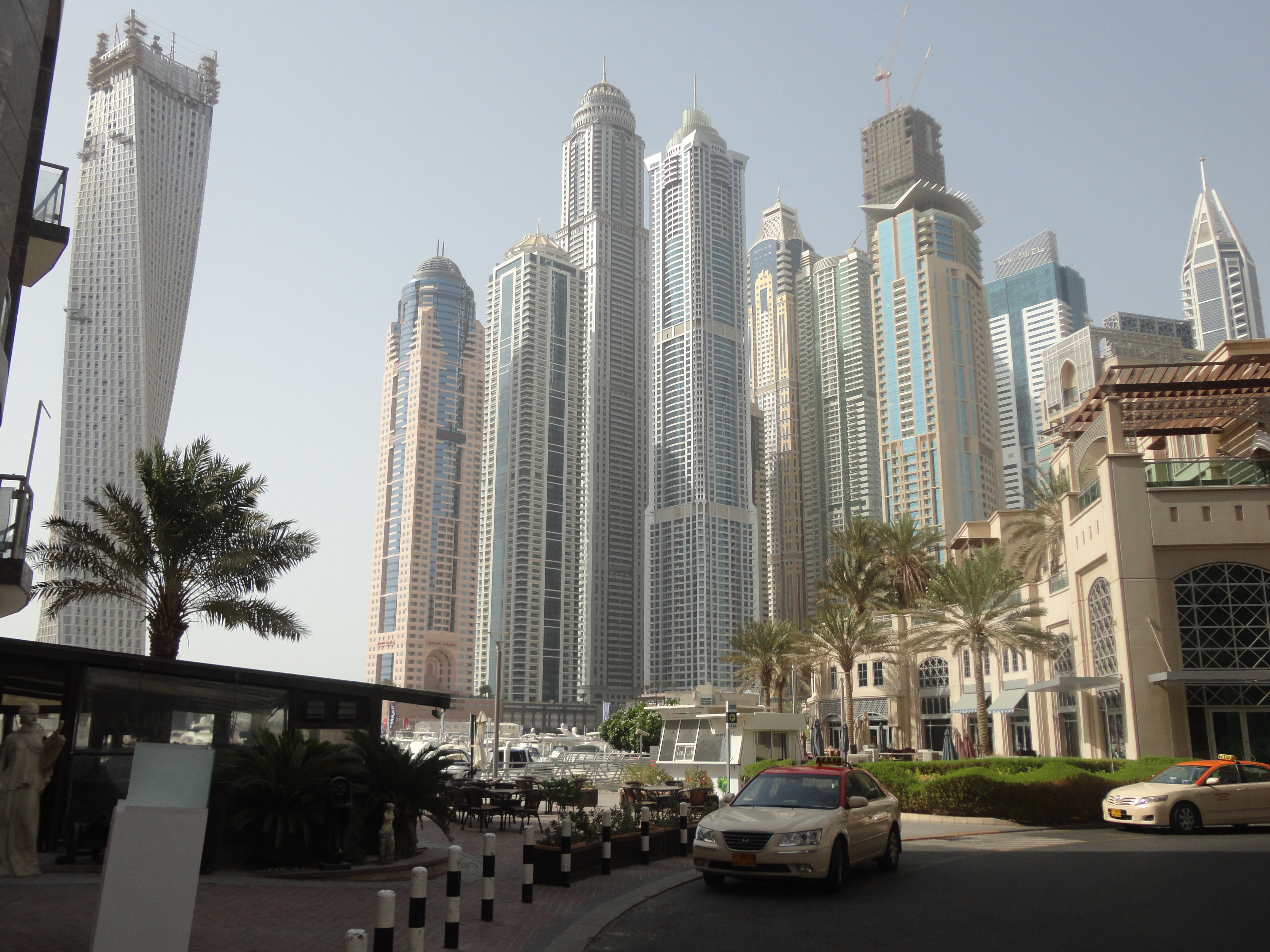
Хмарочоси в Дубай Інтернет-Сіті

Дубай Інтернет-Сіті, член дочірньої компанії Dubai Holding TECOM Investments, була заснована в жовтні 1999 року і відкрила свої двері в жовтні 2000 року.

## Розташування
Дубай Інтернет-Сіті знаходиться приблизно в 25 кілометрах на південь від центру Дубая, на дорозі Шейха Заїда між Дубаєм та Абу-Дабі. Він розташований поруч із Dubai Marina, Jumeirah Beach Residence і добре відомим Palm Jumeirah, районами, які швидко стають трьома з найбільш ексклюзивних (і дорогих) житлових районів Дубая. DIC знаходиться менше ніж за 1 км від узбережжя моря і знаходиться поблизу кількох п'ятизіркових готелів. Найближча станція метро - однойменна станція Dubai Internet City на Червоній лінії метрополітену, розташована на Шейх Заїд Роуд.